# Говедарци
Говедарци (болг. Говедарци) — село в Болгарии. Находится в Софийской области, входит в общину Самоков. Население составляет 1290 человек.

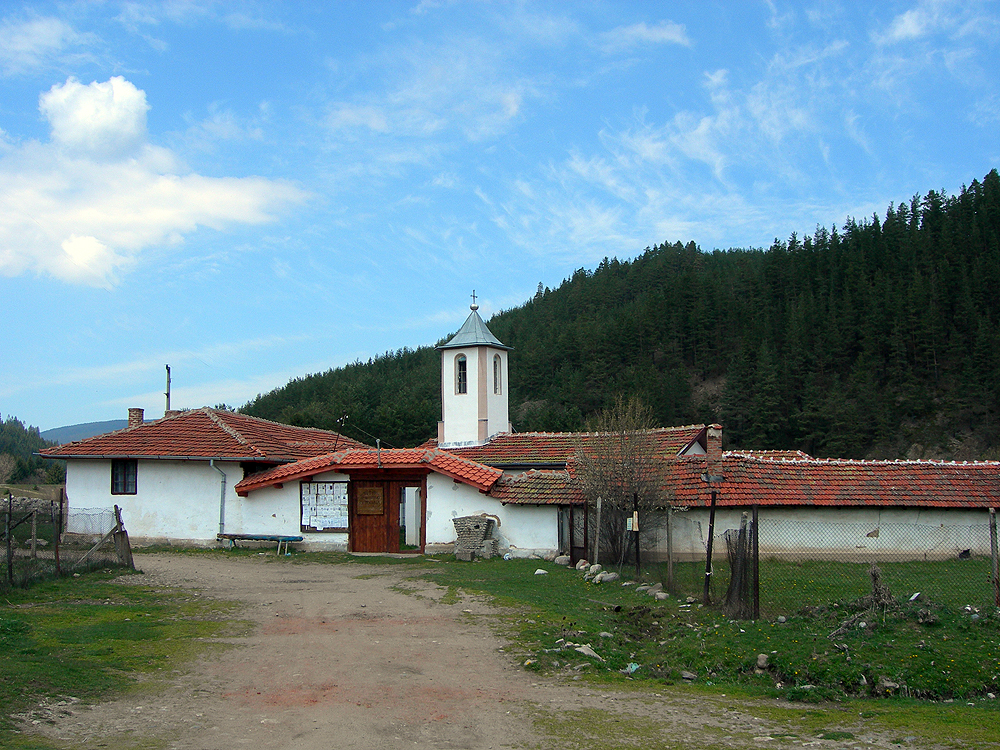
Монастырь Святой Троицы

## Политическая ситуация
В местном кметстве Говедарци, в состав которого входит Говедарци, должность кмета (старосты) исполняет Райчо Иванов Калпачки (партия АТАКА) по результатам выборов.
Кмет (мэр) общины Самоков — Ангел Симеонов Николов (Болгарская социалистическая партия (БСП)) по результатам выборов.